# Marisol Carnicero
Marisol Carnicero Bartolomé  (Berlangas de Roa, Burgos, 22 de agosto de 1950) es una profesional del ámbito del cine y de la televisión. Fue la primera mujer en España en ejercer la responsabilidad de dirección de producción, con la película “Vámonos, Bárbara” en 1977. Impulsora y socia fundadora de la Academia de Cine. Premio Goya a la mejor dirección de producción en 1988.

## Reseña biográfica
Dedicada a la industria audiovisual desde 1968, se inicia en Televisión Española de la mano de Narciso Ibáñez Serrador, ocupando puestos de secretaria de producción, script o ayudante de dirección, en programas como "Historias para no dormir", "Los premios Nobel", el concurso "Un, dos, tres, responda otra vez..." y la película "La residencia".
A principios de los setenta realiza también una gira teatral por España y Argentina con la comedia "El agujerito", desempeñando las funciones de regidora y técnico de sonido, así como una larga serie de programas de radio titulados "Historias para pensar".
En 1974, durante el período en el que Narciso Ibáñez Serrador ocupa la dirección de programas en TVE, tiene a su cargo la dirección de la secretaría de programas.
Tras otro período de colaboraciones con TVE, en programas como "35 millones de españoles", nuevamente con Alfredo Amestoy y José Antonio Plaza o la serie de televisión "Las aventuras del hada Rebeca" que dirige Miguel Picazo, va acercándose más al cine, trabajando como regidor, auxiliar y ayudante de producción, hasta que pronto se sitúa como directora de producción.
Como directora de producción, realiza una serie de películas entre las que se encuentran algunos de los mayores éxitos del cine español, así como títulos galardonados en diversos festivales de cine. 
Fue directora de producción de los audiovisuales exhibidos en los espectáculos de la Exposición Universal de Sevilla (EXPO 92). 
En 1995 se encarga de la dirección de producción del espectáculo multimedia de inauguración del Port Vell, en Barcelona.
Dirige la producción de la gala “100 años de Cine Español”, organizada por la Academia de las Arte y las Ciencias Cinematográficas de España y retransmitida por TVE, el 11 de octubre de 1996, en Zaragoza.
De nuevo vuelve a relacionarse con el mundo de la televisión como directora de producción de un magacín en directo: “De domingo a domingo”, producido por la empresa Europroducciones para Telecinco, y como ayudante de dirección en el musical en vivo “7º de Caballería” para Televisión Española.
Ha colaborado, también como directora de producción y productora ejecutiva, en numerosos trabajos publicitarios y cortometrajes, así como en el service que la productora Sinhué, S.L. llevó a cabo en España para la película “Moulin Rouge”, dirigida por Baz Lurhmann y protagonizada por Ewan McGregor y Nicole Kidman.
Ha impartido cursos sobre producción audiovisual en la Escuela de Imagen y Sonido de La Coruña, en la Escuela de Ciencias Empresariales de Badajoz, en el Instituto Europeo de la Empresa Audiovisual, en Andalucía Digital Multimedia, en Santillana Formación, en el Instituto de Empresa y, durante doce años, ha impartido regularmente esta disciplina en la Escuela de Cinematografía y el Audiovisual de la Comunidad de Madrid (ECAM).
Ha colaborado en la elaboración de dos volúmenes de la serie literaria  Cuadernos de La Academia, concretamente los números 7/8 y 10, titulados "En torno a Buñuel" y "Los estudios cinematográficos españoles", respectivamente, así como en el Diccionario del cine iberoamericano, editado por la S.G.A.E.
Impulsora y socia fundadora de la Academia de cine (Academia de las Artes y las Ciencias Cinematográficas de España). Perteneció a la Junta directiva hasta 2022.
Obtuvo el Premio Goya a la mejor dirección de producción en 1988 y fue nominada para el mismo galardón en 1989 y 1990.
En su pasión por preservar la memoria, además del volumen dedicado a Buñuel que publicó la Academia, ha recogido en “Un hombre de cine: Tedy Villalba” muchas de las vivencias de los técnicos españoles durante el período en que España se convirtió en un plató para las producciones estadounidenses.
En la actualidad está volcada, junto con un grupo de cineastas, en conseguir que se reconozca la necesidad de implantar en los planes de estudios de enseñanza primaria la alfabetización audiovisual.

## Distinciones
- Premio Goya a la mejor dirección de producción en1988 por 'Cara de Acelga'. [4]
- Nominaciones a la mejor dirección de producción en los Premios Goya, 1989 y 1990
- Premio Mujer de Cine 2020, otorgado por la plataforma Mujeres de Cine.[5]
- Premio Ricardo Franco 2022, otorgado por el Festival de Cine de Málaga. [6]

## Filmografía
- 1978 - Vámonos, Bárbara, de Cecilia Bartolomé
- 1978 - La escopeta nacional, de Luis G. Berlanga
- 1980 - El crimen de Cuenca, de Pilar Miró
- 1980 - Gary Cooper, que estás en los cielos, de Pilar Miró
- 1981 - Patrimonio nacional, de Luis G. Berlanga
- 1981 - Las aventuras de Enrique y Ana, de Tito Fernández
- 1982 - Hablamos esta noche, de Pilar Miró
- 1982 - Nacional III, de Luis G. Berlanga
- 1983 - Bearn o La sala de las muñecas, de Jaime Chávarri
- 1984 - Las bicicletas son para el verano, de Jaime Chávarri
- 1984 - El jardín secreto, de Carlos Suárez
- 1985 - La vaquilla, de Luis G. Berlanga
- 1987 - Cara de acelga, de José Sacristán
- 1987 - Barrios altos, de José Luis G. Berlanga
- 1988 - Pasodoble, de José Luis García Sánchez
- 1989 - Esquilache, de Josefina Molina
- 1990 - Los jinetes del alba (serie para TV), de Vicente Aranda
- 1993 - ¡¡Semos peligrosos!! (uséase, Makinavaja II), de Carlos Suárez
- 2000 - Besos para todos, de Jaime Chávarri
- 2004 - Horas de luz, de Manuel Matjí
- 2011 - Maktub, de Paco Arango